# TriPod
TriPod was een Amerikaans rocktrio uit New York zonder gitaren en toetsinstrumenten. In plaats daarvan gebruikte het trio onconventionele instrumenten zoals bassen en blaasinstrumenten.

## Bezetting
- Clint Bahr[2] (12-snarige e-basgitaar, Chapman Stick, pedal steelgitaar, theremin, zang)
- Keith Gurland[3] (alt- en tenorsaxofoon, fluit, klarinet, panfluit, zang)
- Steve Romano[4] (akoestische en elektronische drums en percussie)

## Geschiedenis
TriPod speelde alleen eigen nummers, waarin improvisatie een grote rol speelde. Hun muziek werd al als fusion, jazz, Canterbury sound, wereldmuziek, prog, alternative, RIO en avantgarde geklasseerd. Anderzijds kenmerkte TriPod zichzelf eenvoudig als rocktrio. Nadat de band een tijd had opgetreden in het noordoosten van de Verenigde Staten, nam ze ook deel aan internationale festivals, waaronder in 2005 het Baja Prog Festival in Mexico, in 2006 Zappanale in Duitsland, het North West Rock Festival in Kroatië en het Burg-Herzberg-Festival in Duitsland.
Genya Ravan ontdekte TriPod in 2001 in de New Yorkse club CBGB en  produceerde hun demo-cd's. TriPods officiële cd verscheen bij MoonJune Records, waar ook al materiaal van Soft Machine en Elton Dean werd uitgebracht.
TriPod mag niet worden verwisseld met de Australische comedy-band Tripod en de Franse band Tripod.